# Kamiya Sōtan

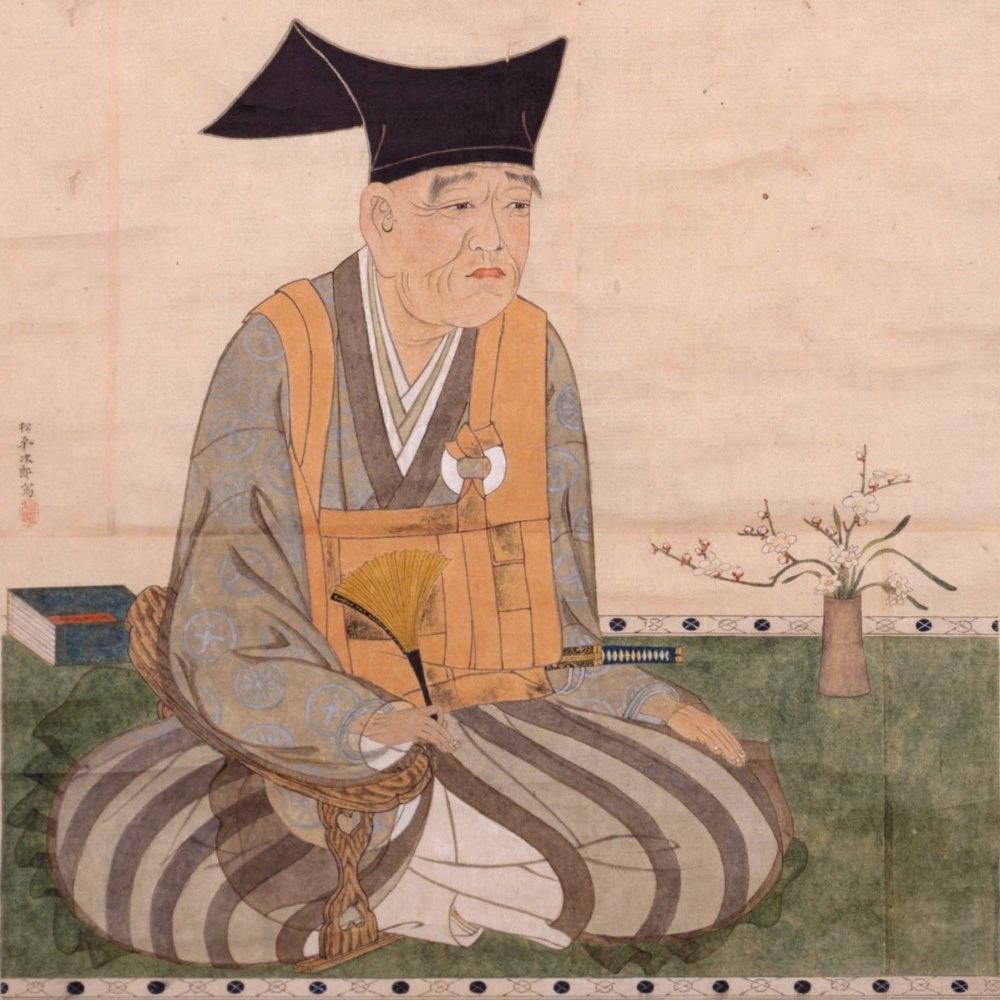
Kamiya Sōtan (unterer Teil einer Bildrolle mit Text)

Kamiya Sōtan (japanisch 神屋 宗湛; geboren 6. Februar 1551 in Hakata (Provinz Chikuzen); gestorben 7. Dezember 1635 daselbst) war ein japanischer wohlhabender und gebildeter Kaufmann, der von der Azuchi-Momoyama-Zeit bis zur frühen Edo-Zeit lebte. 

## Leben und Wirken
Kamiya Sōtan wurde neben „Kamiya“ (神屋) auch „Kamiya Sōtatsu“ (紙屋 宗旦), Sōtan (宗丹) oder auf andere Weise geschrieben. Die Händlerfamilie lebte seit Generationen in Hakata, sein Urgroßvater hieß Jutei (寿禎). Der hatte neue Techniken der Silber-Raffinierung aus dem China der Ming-Dynastie übernommen und damit einen großen Reichtum angehäuft, während er die Silbermine Iwami Omori (石見大森銀山) betrieb.
Als die Stadt Hakata 1569 aufgrund eines Konflikts zwischen dem Ōtomo- und dem Mōri-Klan niedergebrannt wurde, zog Kamiya mit seinem Vater nach Karatsu in der Provinz Hizen. 1586 wurde er Priester und nahm den Namen „Sōtan“ an. Als Toyotomi Hideyoshi im folgenden Jahr den Wiederaufbau von Hakata plante, wurde er zusammen mit dem Händler Shimai Sōshitsu (1539–1615) einberufen, wurde wieder weltlich tätig und widmete sich dem Wiederaufbauprojekt der Stadt.
Sōtan war mit der Teezeremonie bestens vertraut und mit den Teemeistern Shimai Sōshitsu (1539–1615) und Tsuda Sōgyū (gestorben 1591) befreundet. Hideyoshi lud ihn oft zur Teezeremonie ein. Als Hideyoshi Truppen nach Korea entsandte, befand sich das Unternehmen in Nagoya und war für die Beschaffung und den Transport von Militärgütern verantwortlich. Nach der Schlacht von Sekigahara, als die Mitglieder der Familie Kuroda (黒田家) als Feudalherren ins Land einzogen, wurden sie zu den mächtigsten offiziellen Kaufleuten und trugen auch zur industriellen Entwicklung innerhalb der Domäne bei. Dazu gehörte auch die Produktion von Hazerō, die Entwicklung des Bergbaus, der Nudeln Hakata-Sōmen (博多そうめん) und der Hakata-ori (博多織) genannten Webstoffe. Zusammen mit Shimai Sōshitsu und Ōga Sōku (大賀 宗九; 1561–1630) gehörte er zu den „Hakata Sanketsu“ (博多三傑), zu den „Drei Großen von Hakata“.
Das „Sōtan Nikki“ (宗湛日記), Kamiyas Tagebuch, enthält Aufzeichnungen zu seinen Teezeremonien. Es ist auch ein wichtiges historisches Dokument zum Verständnis der wohlhabenden Kaufleute der damaligen Zeit.